# Евгений Белий
Евгений Белий е руски и български лекоатлет, преподавател и треньор. Състезавал се е в дисциплините 100 и 200 м, щафета 4 Х 100 м, висок, дълъг и овчарски скок. Треньор по лека атлетика, волейбол, баскетбол и плуване. Един от основните организатори на спортния живот в Пловдив в годините след Втората световна война.

## Биография
Роден е на 17 декември 1905 в Тихорецк. На 12-годишна възраст става част от Бялото движение и е евакуиран от Крим с армията на ген. Пьотър Врангел. След престой в Галиполи пристига в България през ноември 1918 г. Завършва основно образование в пансион за белоемигранти в Шумен. Завършва педагогическа гимназия в Симеоновград. От 1932 г. е учител по физическо възпитание във френския католически колеж „Свети Августин“ в Пловдив, където работи до закриването на учебното заведение през 1948 г. Като преподавател организира спортни и общоколежански състезания.
Евгений Белий е състезател на АС-23 в Пловдив и в продължение на 10 години е част от националния отбор по лека атлетика в различни дисциплини. През 1934 г. става държавен първенец в овчарския (3.18 м), високия (1.79 м) и дългия скок (6.40 м). Освен това се изявява в десетобоя.
От 1945 г. е треньор на лекоатлетическия, волейболния и баскетболния тим на ЖСК Левски (Пловдив). Белий поставя и основните на развитието на плуването в клуба. През февруари 1950 г. става завеждащ учебно-спорния отдел в ДСО Торпедо (Пловдив). Същата година става преподавател във Висшия медицински институт в Пловдив. По негова инициатива е организирана традиционната щафета на вестник „Спорт“, помага за организацията на състезания в училища и предприятия по футбол, волейбол, баскетбол, лека атлетика, плуване, ски.